# Tankini

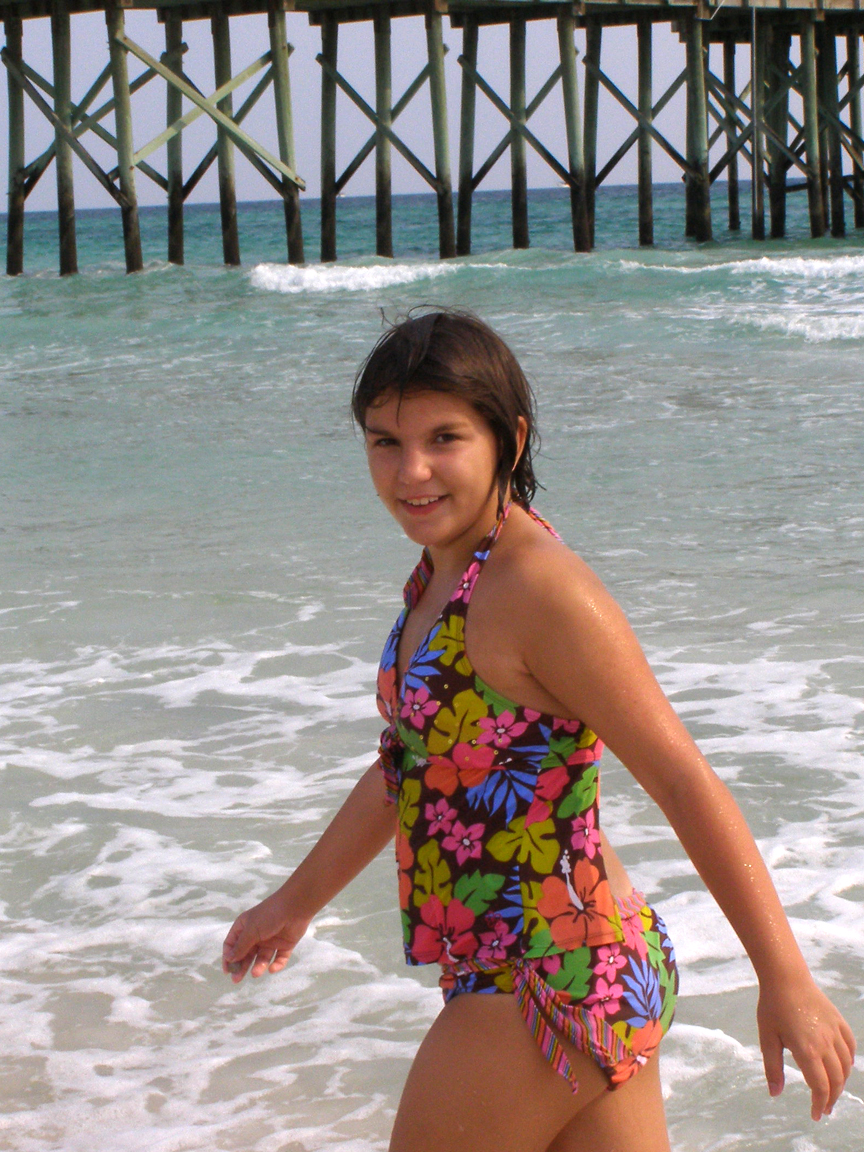
Kvinna i tankini.

Tankini, tanktop eller revbenskort linne och bikinitrosor som set, bad- och underklädesmode sedan början av 1990-talet. Ordet är skapat av tank (som i tanktop) och slutet av ordet bikini.
Tankinin är tvådelad som en bikini men täcker nästan lika stor del av huden som en vanlig baddräkt. Den kombinerar därför baddräktens mer modesta stil med enkelheten hos en bikini.